# Medvěd pyskatý
Medvěd pyskatý (Melursus ursinus) je jeden z menších druhů medvěda. V kohoutku měří 60–90 cm a délka těla činí 150–190 cm, z toho na ocas připadá 15–18 cm (v porovnání s ostatními medvědy má v průměru nejdelší). Jeho hmotnost se pohybuje v rozmezí 90–140 kg. Samice bývají lehčí. Má černou srst a na hrudi ho zdobí bílá skvrna do tvaru půlměsíce.

## Pojmenování
- sanskrtsky: rkša, bhallúka
- hindsky: rinč, bhallú
- bengálsky: bhalluk
- urdsky: adam zád
- maráthsky: aswal
- tamilsky, kannadsky a malajámsky: karad, karadai
- telugsky: yelugubanti
- anglicky: sloth bear

## Rozšíření
Tento druh medvěda obývá suché lesy v nížinách východní Indie a Srí Lanky. Tyto 2 populace jsou pro svou vzájemnou izolovanost někdy považovány za poddruhy medvěda pyskatého. Dříve se však vyskytoval na daleko větším území, jenže byl intenzivně loven, protože byl považován za nebezpečnou škodnou. Dnes je ale více ohrožen ničením životního prostředí. Ačkoliv nejsou známé údaje o početním stavu tohoto druhu, je klasifikován jako zranitelný druh.

## Způsob života
Medvěd pyskatý, na rozdíl od ostatních medvědů, je obvykle aktivní za soumraku a v noci. Živí se obvykle všekazy a mravenci, jejichž hnízda rozebírá svými silnými tlapami. Termití hnízda mají velmi tvrdý povrch, takže se medvědovi hodí i jeho pevné, srpovitě zahnuté drápy, které neváhá použít při sebeobraně nebo při lezení po stromech. Pomocí drápů vyseká do hnízda úzký otvor a pak začne do tlamy nasávat všekazy a jejich larvy. K tomu mu slouží jeho zvláštně uzpůsobený jazyk, který je schopen stočit do úzké trubičky. Dalším uzpůsobením pro nasávání jsou chybějící horní řezáky. Medvěd při požírání termitů přitiskne čenich k otvoru a smotaným jazykem vysává obsah termitího hnízda jako brčkem. Při tom má uzavřené nozdry, aby mu žádný hmyz nevlezl do čenichu. Při nasávání medvěd způsobuje hlasitý zvuk, připomínající hučení vysavače a slyšitelný údajně až na 500 metrů. Medvěd pyskatý je jinak schopen uživit se vším možným, například medem, ptačími vejci nebo plody na stromech. Svou potravu hledá výhradně čichem, neboť má špatný zrak a velmi špatný sluch.

## Rozmnožování
Medvěd pyskatý je většinou samotářský typ. Dokonce se příliš nestýkají ani v době rozmnožování, což je prakticky po celý rok, kromě jedinců žijících v severní oblasti svého výskytu, kde je doba páření omezená na červen. Samec se totiž páří jen s jednou samicí, takže souboje jsou spíše výjimkou. To je také důvod, proč nejsou samci medvěda pyskatého oproti samicím tak vzrostlí jako jiné druhy medvědů. Samice je březí 7 měsíců a rodí 2–3 holá mláďata ve své dobře schované noře. Jakmile trochu povyrostou, jsou mláďata zachycená na zádech matky a nechají se nosit. Po několika týdnech jsou již mláďata vcelku samostatná, ale zůstávají s matkou ještě 2–3 roky téměř do dospělosti.

## Medvědi pyskatí a lidé
Ač jsou medvědi pyskatí malého vzrůstu, je schopná samice s mláďaty bránit své potomstvo velmi odhodlaně. Útočí většinou na hlavu a obličej. Svými dlouhými drápy dokáže člověku způsobit nebezpečná zranění. Nebezpečný může být i medvěd probuzený během svého denního spánku například dřevorubci, sběrači medu či lesních plodů. Ze všech druhů medvědů má patrně právě medvěd pyskatý na svědomí nejvíce útoků na člověka, z nichž některé končí i smrtelně. Jsou známy i případy, kdy medvěd pyskatý roztrhal a zčásti sežral ženu. V Indii bývají mláďata medvědů pyskatých často chytána a cvičena medvědáři k tanci, podobně jako v minulosti v Evropě mláďata medvědů hnědých.
Nejznámějším, i když zcela fiktivním medvědedem pyskatým je rozšafný Balú z Kiplingovy Knihy džunglí.